# Aljaksandr Karnicki
Aljaksandr Ivanavič Karnicki (in bielorusso Аляксандр Іванавіч Карніцкі?; traslitterazione anglosassone: Alyaksandr Ivanavich Karnitsky; Stolbsy, 14 febbraio 1989) è un calciatore bielorusso, centrocampista del Diósgyőr II.

## Caratteristiche tecniche
Interno di centrocampo, può essere schierato anche come mediano.

## Carriera

### Club
Dopo aver giocato per anni in seconda divisione, nel 2013 si accorda con l'Homel', club di prima categoria. Nel gennaio 2014 firma un contratto triennale con il BATE, che lo preleva dall'Homel' in cambio di circa 75000 €.

### Nazionale
Ha esordito in nazionale il 7 ottobre 2017, nella gara contro i Paesi Bassi valida per le Qualificazioni al campionato mondiale di calcio 2018.

## Palmarès

### Club

#### Competizioni nazionali
- Supercoppa di Bielorussia: 3

BATĖ Borisov: 2014, 2015, 2016
- Campionato bielorusso: 2

BATĖ Borisov: 2014, 2015
- Coppa di Bielorussia: 1

BATĖ Borisov: 2014-2015
- Coppa di Russia: 1

Tosno: 2017-2018